# Hypena spectans
Hypena spectans là một loài bướm đêm trong họ Erebidae.